# Urankonversion

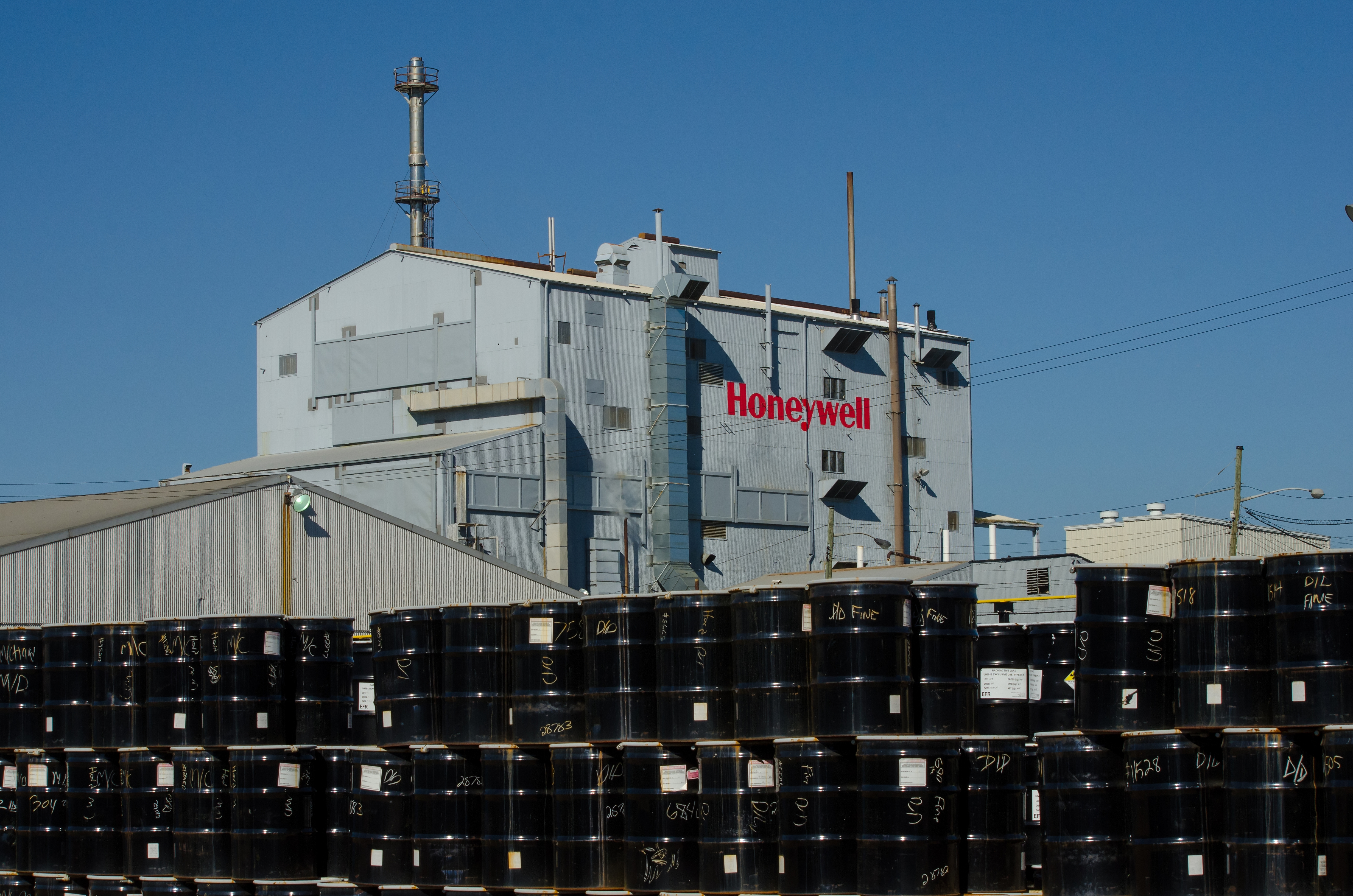
Die Vereinigten Staaten verfügen nur über ein Produktionswerk zur Urankonversion der Firma Honeywell in Metropolis (Illinois)

Als Urankonversion bezeichnet man in der Uranwirtschaft die chemische Umwandlung von Yellowcake zu Uranhexafluorid (UF6). Die Urankonversion ist für eine anschließende Uran-Anreicherung notwendig. Mehrere Verfahren sind für die Konversion möglich.
Zur Uran-Anreicherung wird Uranhexafluorid benötigt, welches vergleichsweise einfach in die Gasphase überführt werden kann. UF6 kann beispielsweise in Gaszentrifugen oder über die Gasdiffusionsmethode angereichert werden.
Die größte Produktionsanlage zur Urankonversion in Europa ist das Urankonversionswerk Malvési.

## Verfahren
Yellowcake, der zu einem großen Teil aus Triuranoctoxid (U3O8) besteht, wird in Salpetersäure (HNO3) gelöst. Bei diesem Vorgang entsteht Uranylnitrat (UO2(NO3)2). Aus einer konzentrierten Uranylnitrat-Lösung kann anschließend mithilfe von Ammoniakwasser Ammoniumdiuranat ((NH4)2U2O7) ausgefällt werden. Durch die Kalzinierung von Ammoniumdiuranat kann anschließend Urantrioxid (UO3) gewonnen werden, welches mit Wasserstoff (H2) zu Urandioxid (UO2) reduziert wird.
UO2 wird mit Flusssäure zu Urantetrafluorid (UF4) umgewandelt und anschließend mit Fluor (F2) zum Endprodukt UF6 reagiert.
Die oben dargestellte Vorgehensweise stellt nur eine Möglichkeit zur Durchführung der Urankonversion dar. 

## Dekonversion
Als Dekonversion wird die Umwandlung von UF6 zu U3O8 bezeichnet. Diese Rückumwandlung wird teilweise für abgereichertes UF6 vorgenommen, welches als Abfallstoff im Anreicherungsprozess anfällt. Die Dekonversion wird in diesen Fällen durchgeführt, da Uranoxid unproblematischer und längerfristig zwischengelagert werden kann als Uranhexafluorid.